# Савояры — Кочевники
«Савоя́ры» — советский и российский вокально-инструментальный ансамбль (ВИА), позже рок-группа (называлась так с 1976 по 1992), изначально называвшийся «Кочевники» (в период с 1967 по 1976). Участниками коллектива в разное время стали люди, оставившие впоследствии яркий след в современной массовой культуре. Среди них Михаил Боярский и Владимир Турков (он же MC Вспышкин).
Под названием «Кочевники» существовала также ещё одна ленинградская рок-группа (примерно с осени 1966 по 1969 год), в состав которой входили: Владимир Желудов — соло-гитара, Олег Иванов — ритм-гитара и клавишные, Юрий «Квадрат» Кондратьев — бас, Олег Муровец — барабаны (Олега Муровца летом 1969 года заменил Михаил Кордюков).

## История

### Часть 1. «Кочевники»
Первым названием рок-группы было «The Rebels». В репертуаре группы были песни иностранных авторов.
Новая группа «Кочевники» с тем же руководителем (Евгением Леоновым) была организована в середине 1966 года. В состав группы вошли:
- Василий Забелкин — соло-гитара
- Аркадий Мороз — бас-гитара
- Евгений Леонов — вокал, ритм-гитара
- Сергей Голубков — ударные инструменты

Чуть позже присоединился Алексей Хорев — ритм-гитара

Здание Дворца культуры и техники имени Первой пятилетки, канувшее в лету

Во Дворце Первой пятилетки (сейчас этого здания уже нет) в 1968 году проходил крупный фестиваль ленинградских рок-групп. «Кочевники» приняли участие в этом фестивале.
Через год группа «Кочевники» пополнилась музыкантами:
- Георгий Широков — вокал, бас-гитара,
- Николай Васильев (временно) — клавишные инструменты,
- Павел Файнберг (позднее) — клавишные инструменты.

Песни, написанные Евгением Леоновым и Олегом Кукиным («Если скажут мне», «Оттепель», «Золушка»), представлены в мае 1969 года на поп-фестивале в Ленинградском Гидрометеорологическом институте. «Кочевники» заняли первое место.
Вскоре Михаил Боярский (вокал, клавишные инструменты) заменил Павла Файнберга. В группу пришёл солист Владимир Фадеев. Михаил Лейтман работал звукооператором. Администратором группы был Владимир Турков.
Невская Дубровка — основная площадка Ленинграда, на которой играла группа в то время. Песни «Бабушка», «Твой взгляд», «Налегли печали», «Будь моей зимою», «Моя любовь ушла», «Твоя речка», «За морями, за лесами», «Дождю мою печаль не смыть» входят в репертуар группы «Кочевники».
Временный состав группы в 1970 году был представлен тремя музыкантами: Евгений Леонов (вокал, гитара), Алексей Котов (бас-гитара, клавишные инструменты), Анатолий Рывкин (ударные инструменты). По словам Леонова, «им очень нравилось играть втроём — была в этом какая-то первозданная рок-н-ролльная энергия». В это время группа работала в клубе «Монолит».
Сергей Цветков (вокал, бас-гитара, давно стремившийся в «Кочевники», приходит в группу в ноябре 1970. Анатолий Рывкин уходит в армию и за барабаны приглашён Владимир Провоторов (из группы Каравелла), следующей весной вместо него — Владимир Павлов. Одновременно с Павловым присоединяется и вокалист Михаил Васильев (гитарист и солист, играл в группе Монолит). Гитариста с утраченным именем также заменил Васильев. Из «Монолита» «Кочевники» переехали в клуб Третьего автопарка.
В феврале 1972 года «Кочевники» провели полновесный концерт в двух отделениях во Дворце Профсоюзов в Новгороде, став лауреатами на Всесоюзном фестивале художественной самодеятельности. В июне 1972 года Николай Гречушников заменил Михаила Васильева, ушедшего служить в армию. В выступлениях принимал участие и певец Владимир Фадеев, не входя однако в состав группы. В это время с подачи директора Театра эстрады М. Г. Полячек группа начинает выступать под новым именем — «Савояры».

### Часть 2. «Савояры»
Осенью 1972 бас-гитаристом «Савояров» временно стал Леонид Москаленко (звукорежиссёр группы), заменив ушедшего в армию Сергея Цветкова. Следующим бас-гитаристом, также игравшем в «Монолите», становится певец Игорь Прохоров в мае 1973 года. В тот же весенний месяц группа выступает на молодёжном фестивале «Карельская Песня» в Петрозаводске.
Летом 1973 г. «Савояры» выступали в курортном посёлке Васильевка (Ялта), с осени до мая — в Александровской (Ленинград), лето 1974 — в санатории «Дружба» (Ялта). После возвращения в родной город группа снова распадается.
Евгений Леонов собирает, по его выражению, «старую гвардию»: Сергей Цветков (бас-гитара), Михаил Васильев (гитара), Алексей Котов (клавишные инструменты), Анатолий Рывкин (ударные инструменты).
На клавишных сидел учившийся в Консерватории студент из Финляндии, он заменил Алексея Котова, ушедшего осенью 1974 в армию. К группе присоединился сильный музыкант Юрий Крылов (бас, вокал). И Юрий Крылов, и Михаил Васильев имели профессиональное музыкальное образование, оба они закончили училище им. Мусоргского по классу баяна.
Весной 1975 года с новыми музыкантами (Андрей Волошин — труба, Владимир Водянников — клавишные инструменты, Владимир Хилимон — труба, ударные инструменты) группа стала выступать в Павлово-на-Неве. «Савояры» играют и свои песни, и исполняют музыкальные композиции других музыкантов («Je t’aime… moi non plus» Сержа Генсбура) и коллективов (например, польской фолк-рок-группы Skaldowie).
В октябре 1975 Алексей Котов возвращается из армии и сменяет Водянникова. Группа переезжает из Павлово в Володарский. Из Экспериментального оркестра в «Савояры» приходит Юрий Иванов (саксофон, флейта). К концу 1975 года музыканты переезжают в Ленинград, в клуб РСТ-2, в уже знакомый Транспортный переулок, дом 10а, где в начале 1970 закончился первый этап истории группы.
В коллектив возвращаются Игорь Прохоров и Владимир Фадеев, вновь складывается «старо-новый» состав группы: Леонов, Котов, Прохоров, Фадеев и Хилимон. Музыкальным руководителем группы становится Алексей Котов. Зимой 1975-76 гг. в группе начал играть Оскар—Эдуард—Август Рейнгольд (гитара, скрипка) и видный теоретик ритма Виктор Гуков (ударные инструменты). Виктор Гуков ранее играл в группе «Эдельвейс» и продолжал играть в группах «Рассвет» и «Мифы». Через полгода Гуков покинул группу.
25-29 августа 1976 г. проходил рок-фестиваль «Liepajas Dzintars» в Лиепае. Из Ленинграда на фестиваль ехало три группы: «Аргонавты», «Орнамент» и «Савояры», ставшие лауреатами фестиваля. Леонов рассказывал: «Поначалу нас встретили настороженно. Тогда мы включили аппарат, что называется, на полную гашетку, и на блюзе „Пятак“ („Если скажут мне“) наступил перелом: весь зал просто встал!»

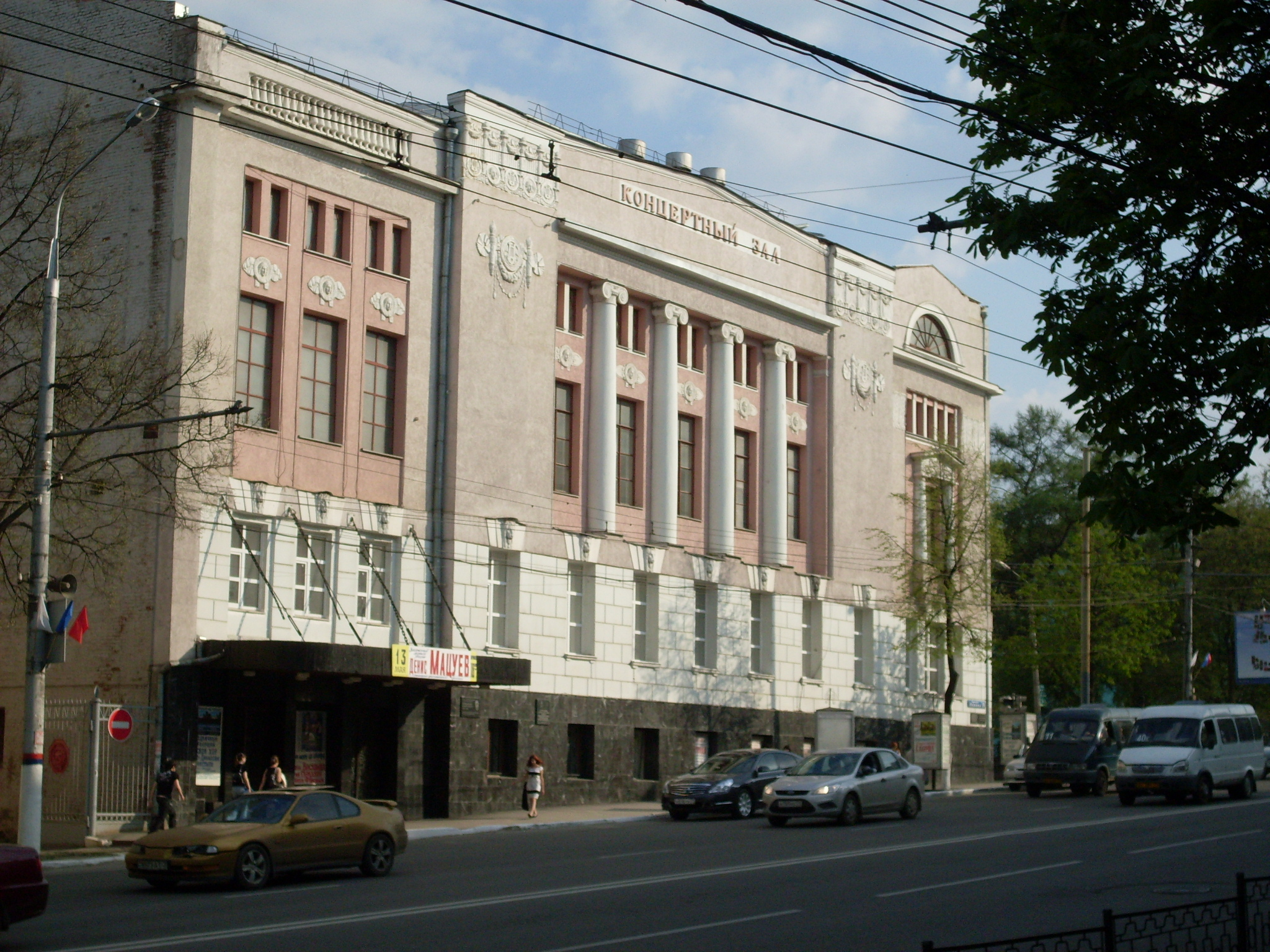
Тульская областная филармония

Затем «Савояров» пригласили в Тульскую филармонию, где до них играли «Электрон», «Красные маки», джаз-оркестр «Современник» под управлением Анатолия Кролла. В 1977 году присоединяется тульский музыкант — Вячеслав Родионов (тромбон и вокал в отдельных песнях). В группе появляется звукооператор Андрей Мельников. Репертуар группы пополняется песнями: «Пианино», «Как быть тогда», «Мне печалиться некогда», «Своё оправдать появление», «Становишься взрослым», «До свиданья, до завтра».
Осенью 1979 Леонов уехал в Ленинград и до весны 1980 играл с группой «Барокко».
В мае 1980 участники группы «Савояры» (кроме туляка Вячеслава Родионова) приезжают из Тулы и к ним возвращается Евгений Леонов. В этом составе их принимает Ленконцерт.
С мая по декабрь 1981 г. в группе работает Виктор Гуков (вместо Владимира Хилимона), затем — Дмитрий Евдомаха («Форвард», «Земляне»). Евгений Жданов (саксофон, флейта, вокал) пришёл из группы «Барокко». В 1983 году группа записала два магнитоальбома с песнями: «Два пути», «Ещё вчера», «Мне приснилось», «Время есть», «Нрав у людей такой» и другие. Следующие пять лет группа гастролирует по стране.
В декабре 1985 года Евгений Леонов вновь покидает свой коллектив, чтобы вернуться к занятиям живописью. Группу возглавляет Алексей Котов. Место Леонова занимает Виктор Кудрявцев (певец, гитарист и автор песен), ранее игравший в коллективах: «Мерцающие звёзды», «Земляне», «Калейдоскоп», «Индекс-398» и т. д. Новые песни в репертуаре группы: «Мой корабль», «Телефон», «Волна», «Полночь» и другие.
Весной 1986 года музыкант Александр Богданов заменяет ушедшего Эдуарда Рейнгольда. Авария на Чернобыльской АЭС застаёт «Савояров» и «Землян», когда они гастролировали в Гомеле. Песни «Савояров» тех лет: «Они», «Мадонна Лита», «Неудачник», «Обыватель», «Любовь», «Русь», «Одиночество» и другие.
С июля 1987 в группе работает музыкант Сергей Спиваков вместо Дмитрия Евдомахи. Дебютант Дмитрий Лосев из Кировска заменил гитариста Александра Богданова в 1988. Евгения Жданова в декабре 1988 пригласили в группу «АВИА». Виктор Кудрявцев покинул группу через год. Новые песни «Савояров»: «Море», «Дорога», «Танцпавильон», «Если на прошлые годы взглянуть» и другие.
Позже Лосев ушёл в «ЗаРок», а затем стал участником группы «PUSHKING». Остальные музыканты финального состава музыку и вовсе покинули. 9 мая 1995 Алексей Котов в состоянии депрессии покончил жизнь самоубийством. В 90-х из жизни ушёл и барабанщик Владимир Павлов, который покинул музыку ради бизнеса.
На фирме звукозаписи «Мелодия» группа «Савояры» записала и выпустила только одну свою песню — «Наш корабль» (в сборнике артистов ленинградской эстрады).
В 1992 году группа распалась.

### Часть 3. «Савояры — Кочевники»
В 2001 группа вновь впервые собралась на сейшене в клубе «Эклектика» 21 декабря и после этого изредка давала небольшие концерты, одновременно работая над выпуском диска который и был выпущен малым тиражом с названием «Кочевники PS», в составе: Владимира Фадеева (вокал), Игоря Прохорова (бас-гитара и вокал), Дмитрия Лосева (соло-гитара, вокал), Владимира Савенка (клавишные). В этом составе группа выступала на презентационных выставках «Буквоеда» и других культурных мероприятиях, но после смерти Игоря Прохорова концерты больше не проводились. В 2012 году коллектив возобновил работу в составе: Владимир Фадеев (вокал), Николай Гречушников (гитара, вокал), Виктор Демьянович (лидер-гитара), Игорь Черидник (ударные), Денис Утробин (бас-гитара), Александр Цыбуль (клавишные).

## Состав

### Состав 2013 года
- Владимир Фадеев — вокал
- Николай Гречушников — гитара, вокал
- Виктор Демьянович — лидер гитара
- Игорь Черидник — ударные
- Денис Утробин — бас-гитара
- Александр Цыбуль — клавишные

### Состав 2016 года
- Владимир Фадеев — вокал
- Николай Гречушников — гитара, вокал
- Виктор Демьянович — лидер гитара
- Денис Утробин — бас-гитара
- Владимир Савенок — клавишные
- Игорь Лёвкин — ударные